# The Grove (Durham)
The Grove – wieś w Anglii, w hrabstwie Durham. Leży 20 km na północny zachód od miasta Durham i 389 km na północ od Londynu.